# Auphélie Ferreira
Pour les articles homonymes, voir Ferreira.
 (janvier 2024).
Auphélie Ferreira, née le 19 mai 1993 à Livry-Gargan, est une enseignante-chercheuse française, linguiste, syntacticienne, spécialiste du français parlé. Elle intervient régulièrement dans les médias pour diffuser des recherches en linguistique auprès du grand public et apporter des éclairages scientifiques sur les évolutions de la langue française.

## Parcours
Auphélie Ferreira est titulaire d’une licence en lettres modernes de l’université Sorbonne-Nouvelle en 2015, puis d’un master en sciences du langage du même établissement en 2017.
De 2017 à 2022, elle est chercheuse contractuelle à l’université Sorbonne-Nouvelle, au laboratoire « Langues, Textes, Traitements informatiques, Cognition », dans le cadre de la préparation d’un doctorat en linguistique, réalisé sous la direction de Jeanne-Marie Debaisieux.
Depuis septembre 2023, elle est enseignante-chercheuse contractuelle à l’université de Strasbourg où elle enseigne notamment l’analyse de discours, les rapports entre langue et société ou la linguistique populaire.

## Interventions publiques

### Pratiques langagières des jeunes
Auphélie Ferreira est intervenue comme experte en linguistique dans plusieurs émissions pour évoquer les pratiques langagières des jeunes.
Elle défend notamment l’idée que le processus de création de nouveaux mots et de nouvelles expressions par la jeunesse n’est pas un phénomène nouveau. Elle est ainsi intervenue, aux côtés de Françoise Gadet dans deux épisodes du podcast « Parler comme jamais » de Laélia Véron, en collaboration avec Maria Candea,, dans l’émission « La transition » sur France Culture et a été interviewée par Le Monde Campus, Europe 1, RFI ou encore Ouest-France.
Elle rappelle également l’absence de constat d’une baisse du niveau linguistique des jeunes et rappelle que chaque génération ou groupe social peut posséder un vocabulaire qui lui est propre.

### Évolution de la langue
Elle intervient pour donner un regard de chercheuse sur l’évolution de la langue française, et casser l’idée que l’invention de nouveaux mots serait un problème pour la langue ou que l’évolution de l’orthographe serait le signe d’un appauvrissement.
Elle est interviewée à plusieurs reprises concernant l’entrée de nouveaux mots dans le dictionnaire,, ou pour commenter spécifiquement certaines nouveautés langagières : le vocabulaire d’Aya Nakamura, le mot « boomer », le phénomène du « quoicoubeh » et d’autres évolutions langagières associées à la jeunesse.

### Langage inclusif
Auphélie Ferreira est intervenue à plusieurs reprises pour commenter les démarches langagières relevant du langage inclusif. Elle a ainsi été interviewée par Femme actuelle et a été l’invitée de trois podcasts de Simone concernant l’évolution de l’emploi du féminin en français : en novembre 2023 pour un podcast « Comprendre l’évolution de la langue française avec une linguiste », le 9 janvier 2024 pour un podcast « L’emploi du féminin dans l’histoire de la langue française décrypté par Auphélie Ferreira » et le 21 janvier 2024 pour un podcast « Rétrospective de l’emploi du féminin dans la langue française ».

### Médiation scientifique
Aux côtés d’autres linguistes, Auphélie Ferreira intervient dans des conférences grand public afin de faire découvrir la recherche en linguistique. Elle est ainsi intervenue le 22 mars 2022 avec Laélia Véron, Maria Candea et Heather Burnett dans le débat « Manières de promouvoir les recherches en linguistique auprès d’un public large », dans le cadre de conférences organisées par la Bibliothèque de la Sorbonne Nouvelle.
Elle est intervenue avec Maria Candea dans la conférence « Changer la langue française, c’est quoi les bails ? » le 18 mars 2022 à la Bibliothèque Marguerite Yourcenar à Paris. Elle a donné une conférence intitulée « Les parler(s) jeunes : Mythe ou réalité ? Illustration des façons de parler de jeunes de banlieue parisienne » dans le cadre du colloque « Jeunesse(s) et Identités Multiples » organisé par le Conseil départemental de la Drôme le 27 mai 2021.

## Sélection de publications
- A. Ferreira, « La « langue parlée écrite » dans Zazie dans le métro (1959) : analyse de corpus et étude des représentations des locuteurs », Zeitschrift für französische Sprache und Literatur, A. Dufter, D. Hornsby & E. Putska, no 130,‎ 2020, p. 59-77 (lire en ligne)
- A. Ferreira, « Influence du contexte communicationnel sur l'emploi des constructions syntaxiques de type [V.ØP.] avec les verbes croire et penser », Rencontres des Jeunes Chercheurs en Sciences du Langage 2019,‎ 2019 (lire en ligne)
- A. Ferreira, « Pratiques langagières des jeunes de banlieue parisienne : problématique de la constitution d’un corpus », Revue d’Études Françaises, no 23,‎ 2019, p. 43-53 (lire en ligne)